# Hadrothemis
Hadrothemis là một chi chuồn chuồn ngô thuộc họ Libellulidae. Tiếng Anh thường gọi là Jungle-skimmers.
Chi có các loài sau:
- Hadrothemis camarensis (Kirby, 1889) - Tree-hole Jungle-skimmer[2]
- Hadrothemis coacta (Karsch, 1891) - Robust Jungle-skimmer[3]
- Hadrothemis defecta (Karsch, 1891) - Red Jungle-skimmer[4]
- Hadrothemis infesta (Karsch, 1891) - Slender Jungle-skimmer[5]
- Hadrothemis pseudodefecta Pinhey, 1961
- Hadrothemis scabrifrons Ris, 1909 - Red Jungle-skimmer[6]
- Hadrothemis versuta (Karsch, 1891) - Changeable Jungle-skimmer[7]
- Hadrothemis vrijdaghi Schouteden, 1934